# Puerto de la Fuenfría
Puerto de la Fuenfría är ett bergspass i Spanien.   Det ligger i provinsen Provincia de Madrid och regionen Madrid, i den centrala delen av landet, 50 km nordväst om huvudstaden Madrid. Puerto de la Fuenfría ligger 1 794 meter över havet.
Terrängen runt Puerto de la Fuenfría är kuperad söderut, men norrut är den bergig.Runt Puerto de la Fuenfría är det ganska tätbefolkat, med 166 invånare per kvadratkilometer. Närmaste större samhälle är Segovia, 18,0 km norr om Puerto de la Fuenfría. I omgivningarna runt Puerto de la Fuenfría växer i huvudsak barrskog.